# Hexatoma viridivittata
Hexatoma viridivittata är en tvåvingeart som beskrevs av Alexander 1938. Hexatoma viridivittata ingår i släktet Hexatoma och familjen småharkrankar. Inga underarter finns listade i Catalogue of Life.